# فرودگاه نی لیک
فرودگاه نی لیک  (به انگلیسی: Knee Lake Airport) یک فرودگاه خصوصی است که یک باند فرود صخره‌ای دارد و طول باند آن ۱۲۰۴ متر است. این فرودگاه در کشور کانادا قرار دارد و در ارتفاع ۱۹۱ متری از سطح دریا واقع شده است.